# Butia noblickii
La palmera de Bonpland o yatay de Bonpland (Butia noblickii) es una especie del género Butia de la familia de las palmeras (Arecaceae). Es una palma carismática y en peligro de extinción, endémica de un pequeño sector del trópico de Argentina.

## Distribución y hábitat
Esta palmera es un endemismo de la mesopotamia en el nordeste argentino, donde se distribuye exclusivamente en una franja estrecha de 100 km de largo compuesta por médanos y campos arenosos próximos al río Uruguay, en el sudeste de la provincia de Corrientes, entre las localidades de Yapeyú (en el departamento San Martín) y Bonpland (en el departamento Paso de los Libres). Se hace presente generalmente en forma de individuos aislados o en pequeños grupos; en las afueras de la ciudad de Paso de los Libres se encuentran poblaciones densas y focalizadas formando palmares en unos 10 arenales, extendiéndose hasta el «Campo General Ávalos», en Bonpland. Una pequeña población es conservada en dos arenales de la reserva Tres Cerros —de una superficie de 770 ha—, área protegida que integra la Red Hábitat de Reservas, y es propiedad de las empresas Forestal Argentina y MASISA.

## Taxonomía y características
Esta especie fue descrita originalmente en el año 2012 por los botánicos Deble, J.N.C.Marchiori, F.S.Alves y A.S.Oliveira.
Pertenece al mismo grupo de especies que integra Butia yatay, en razón de poseer flores femeninas relativamente grandes y contar con un endocarpio más largo que ancho.

### Características
Su existencia pasó desapercibida hasta la segunda década del siglo XXI, en razón de ser similar en aspecto a las especies también correntinas Butia paraguayensis y Butia yatay; la revisión del ejemplar tipo de esta última permitió reconocerla como nueva especie.
Se caracteriza por particularidades en las dimensiones y forma de las flores femeninas; también por las brácteas pedunculares de consistencia leñoso-papiráceas, las que cuentan con un espesor de 1,8 a 2 mm . De la brasileña Butia quaraimana se separa, además de por la espata leñosa-papirácea, por el tamaño del , las dimensiones y forma de las hojas pinnadas, y por la altura del estípite. Otras diferencias se encuentran en las flores femeninas, las que son más pequeñas, y con forma largamente ovadoturbinada, así como por la menor cantidad de raquillas en la inflorescencia.
Etimología
El nombre genérico Butia proviene del nombre vernáculo dado en Brasil a los miembros de este género. El nombre específico noblickii rinde honor al apellido del botánico estadounidense (especialista en Arecaceae) Larry Noblick, por el hecho de haber reconoció que una exsiccata correntina contenía probablemente una especie aún no descrita, la que resultaría ser esta especie.

## Conservación
Las poblaciones de esta palmera se ven afectadas por el desarrollo agropecuario de su hábitat, en especial por el cultivo intensivo de sandías, la producción de ganado vacuno y por la actividad forestal con pinos y eucaliptos, lo que marca una tendencia de gradual disminución poblacional. De los 10 arenales que cuentan con palmares de esta especie, 3 estaban en 2013 preparados para ser cultivados. Según los criterios de Unión Internacional para la Conservación de la Naturaleza (IUCN), esta especie debe clasificarse en la categoría de: «En peligro de extinción».
Una de las poblaciones más importantes de esta palmera —la que contendría un estimado de 20 000 ejemplares— se sitúa en un arenal de la costa del río Uruguay perteneciente al establecimiento ganadero «Virápitá», en Bonpland, y propiedad de la sociedad anónima «Emprendimientos Don Nicolás S.A.». La Fundación Hábitat y Desarrollo contactó a los directivos de esta empresa agropecuaria para informarles sobre la singularidad del sitio y la importancia de preservarlo.